# فاطما شاهین (بازیکن فوتبال)
فاطما شاهین (انگلیسی: Fatma Şahin؛ زادهٔ ۱۵ دسامبر ۱۹۹۰) بازیکن فوتبال اهل ترکیه است.
وی همچنین در تیم‌های ملی فوتبال Turkey women's national under-19 football team و زنان ترکیه بازی کرده‌است.